# Stora Lindholmen
Stora Lindholmen är en ö i Sankt Anna socken i Söderköpings kommun, 1 kilometer väster om Djursö, 250 meter väster om Svedholm och 350 meter norr om Attelholm. Ön har en yta på 1,7 hektar.
Stora Lindholmen har sedan gammalt tillhört Stora Ramsö och stora delar av ön tillhör ännu gårdarna där. Det har funnits åkermark och ladubyggnader på ön, men den har troligen aldrig haft bofast befolkning. På 1960-talet uppfördes ett fritidshus på ön, vilket 1996 omvandlades till helårsboende. 1994 fick Stora Lindholmen elektricitet. 2012 bodde 2 personer bofast på ön. Ön består till stora delar av ädellövskog, bland annat just lindar som gett ön dess namn. Ön norra sida är bergig, de högsta delarna finns i nordvästra delen av ön.